# Sefi Rivlin

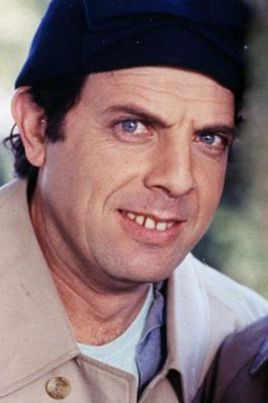
Sefi Rivlin.

Yosef (Sefi) Rivlin (en hebreo: יֹוסֶף (סֵפִי) רִיבְלִין; nacido el 7 de noviembre de 1947-3 de diciembre de 2013) fue un actor y comediante israelí.
Fue más conocido por sus papeles en "Nikui Rosh", un programa de sátira, y los programas infantiles "Rega im Dodley" (Rega & Dodley) y "HaBait Shel Fistuk" (Casa de Fistuk). Además Rivlin presentó un segmento en el programa juvenil "Zehu Ze!" (Eso es!).

## Biografía
Rivlin se crio en el barrio Nahalat Yehuda de Rishon LeZion. Estudió actuación en la Escuela Beit Zvi de Artes Escénicas. Estaba casado con Rina, con quien tuvo cuatro hijos.